# Lista över fornlämningar i Uppsala kommun (Lena)
Lista över fornlämningar i Uppsala kommun (Lena) är en förteckning av ett urval av de fornlämningar som finns i Lena i Uppsala kommun.
| Namn                         | Lämningstyp                      | Tillkomsttid | Historisk indelning | Plats | Läge                 | ID-nr          | Bild                                      |
| ---------------------------- | -------------------------------- | ------------ | ------------------- | ----- | -------------------- | -------------- | ----------------------------------------- |
| Lena 4:1                     | Stensättning                     |              | Lena, Uppland       |       | 60.054203, 17.743207 | 10025300040001 | Ladda upp en bild av detta fornminne      |
| Lena 5:1                     | Gravfält                         |              | Lena, Uppland       |       | 60.050380, 17.746383 | 10025300050001 | Ladda upp en bild av detta fornminne      |
| Lena 6:1                     | Gravfält                         |              | Lena, Uppland       |       | 60.049642, 17.747040 | 10025300060001 | Ladda upp en bild av detta fornminne      |
| Lena 10:1                    | Stensättning                     |              | Lena, Uppland       |       | 60.058292, 17.753514 | 10025300100001 | Ladda upp en bild av detta fornminne      |
| Salsta borg (Lena 12:1)      | Fornborg                         |              | Lena, Uppland       |       | 60.054066, 17.780211 | 10025300120001 | Ladda upp en till bild av detta fornminne |
| Lena 20:1                    | Gravfält                         |              | Lena, Uppland       |       | 60.035658, 17.744047 | 10025300200001 | Ladda upp en bild av detta fornminne      |
| Lena 22:1                    | Grav- och boplatsområde          |              | Lena, Uppland       |       | 60.030962, 17.746568 | 10025300220001 | Ladda upp en bild av detta fornminne      |
| Lena 24:1                    | Hällristning                     |              | Lena, Uppland       |       | 60.033694, 17.723050 | 10025300240001 | Ladda upp en bild av detta fornminne      |
| Lena 24:2                    | Hällristning                     |              | Lena, Uppland       |       | 60.033650, 17.722973 | 10025300240002 | Ladda upp en bild av detta fornminne      |
| Lena 26:1                    | Hällristning                     |              | Lena, Uppland       |       | 60.034132, 17.719315 | 10025300260001 | Ladda upp en bild av detta fornminne      |
| Lena 38:1                    | Stensättning                     |              | Lena, Uppland       |       | 60.025503, 17.751299 | 10025300380001 | Ladda upp en bild av detta fornminne      |
| Lena 40:1                    | Gravfält                         |              | Lena, Uppland       |       | 60.027146, 17.745606 | 10025300400001 | Ladda upp en bild av detta fornminne      |
| Lena 46:1                    | Gravfält                         |              | Lena, Uppland       |       | 60.023223, 17.741064 | 10025300460001 | Ladda upp en bild av detta fornminne      |
| Lena 50:1                    | Kyrka/kapell                     |              | Lena, Uppland       |       | 60.043016, 17.735176 | 10025300500001 | Ladda upp en bild av detta fornminne      |
| Lena 59:1                    | Gravfält                         |              | Lena, Uppland       |       | 60.023291, 17.725096 | 10025300590001 | Ladda upp en bild av detta fornminne      |
| Lena 70:1                    | Stensättning                     |              | Lena, Uppland       |       | 60.015688, 17.739851 | 10025300700001 | Ladda upp en bild av detta fornminne      |
| Lena 72:1                    | Stensättning                     |              | Lena, Uppland       |       | 60.011761, 17.735283 | 10025300720001 | Ladda upp en bild av detta fornminne      |
| Lena 77:1                    | Gravfält                         |              | Lena, Uppland       |       | 60.009814, 17.728601 | 10025300770001 | Ladda upp en bild av detta fornminne      |
| Lena 83:1                    | Hög                              |              | Lena, Uppland       |       | 60.017489, 17.732448 | 10025300830001 | Ladda upp en bild av detta fornminne      |
| Lena 84:1                    | Grav- och boplatsområde          |              | Lena, Uppland       |       | 60.022349, 17.731920 | 10025300840001 | Ladda upp en bild av detta fornminne      |
| Lena 85:1                    | Gravfält                         |              | Lena, Uppland       |       | 60.019859, 17.727230 | 10025300850001 | Ladda upp en bild av detta fornminne      |
| Lena 86:1                    | Grav markerad av sten/block      |              | Lena, Uppland       |       | 60.017505, 17.727990 | 10025300860001 | Ladda upp en bild av detta fornminne      |
| Lena 87:1                    | Stensättning                     |              | Lena, Uppland       |       | 60.016704, 17.727819 | 10025300870001 | Ladda upp en bild av detta fornminne      |
| Lena 87:2                    | Stensättning                     |              | Lena, Uppland       |       | 60.016780, 17.727647 | 10025300870002 | Ladda upp en bild av detta fornminne      |
| Lena 88:1                    | Gravfält                         |              | Lena, Uppland       |       | 60.015539, 17.726509 | 10025300880001 | Ladda upp en bild av detta fornminne      |
| Lena 89:1                    | Gravfält                         |              | Lena, Uppland       |       | 60.013517, 17.724357 | 10025300890001 | Ladda upp en bild av detta fornminne      |
| Lena 90:1                    | Gravfält                         |              | Lena, Uppland       |       | 60.012643, 17.725198 | 10025300900001 | Ladda upp en bild av detta fornminne      |
| Lena 91:1                    | Gravfält                         |              | Lena, Uppland       |       | 60.014275, 17.720459 | 10025300910001 | Ladda upp en bild av detta fornminne      |
| Lena 92:1                    | Gravfält                         |              | Lena, Uppland       |       | 60.012281, 17.720410 | 10025300920001 | Ladda upp en bild av detta fornminne      |
| Lena 93:1                    | Gravfält                         |              | Lena, Uppland       |       | 60.011272, 17.720892 | 10025300930001 | Ladda upp en bild av detta fornminne      |
| Lena 93:5                    | Hällristning                     |              | Lena, Uppland       |       | 60.011350, 17.721285 | 10025300930005 | Ladda upp en bild av detta fornminne      |
| Lena 94:1                    | Hög                              |              | Lena, Uppland       |       | 60.010411, 17.720769 | 10025300940001 | Ladda upp en bild av detta fornminne      |
| Lena 94:2                    | Stensättning                     |              | Lena, Uppland       |       | 60.010234, 17.720357 | 10025300940002 | Ladda upp en bild av detta fornminne      |
| U 1028 (Lena 95:1)           | Runristning                      |              | Lena, Uppland       |       | 60.011932, 17.721746 | 10025300950001 | Ladda upp en till bild av detta fornminne |
| Lena 96:1                    | Hög                              |              | Lena, Uppland       |       | 60.010418, 17.721925 | 10025300960001 | Ladda upp en bild av detta fornminne      |
| Lena 96:2                    | Hög                              |              | Lena, Uppland       |       | 60.010131, 17.721897 | 10025300960002 | Ladda upp en bild av detta fornminne      |
| Lena 97:1                    | Hög                              |              | Lena, Uppland       |       | 60.009115, 17.721808 | 10025300970001 | Ladda upp en bild av detta fornminne      |
| Lena 98:1                    | Gravfält                         |              | Lena, Uppland       |       | 60.021740, 17.718234 | 10025300980001 | Ladda upp en bild av detta fornminne      |
| Lena 100:1                   | Röse                             |              | Lena, Uppland       |       | 60.009162, 17.699339 | 10025301000001 | Ladda upp en bild av detta fornminne      |
| Lena 100:2                   | Stensättning                     |              | Lena, Uppland       |       | 60.009164, 17.698411 | 10025301000002 | Ladda upp en bild av detta fornminne      |
| Lena 100:3                   | Stensättning                     |              | Lena, Uppland       |       | 60.009070, 17.698062 | 10025301000003 | Ladda upp en bild av detta fornminne      |
| Lena 100:5                   | Röse                             |              | Lena, Uppland       |       | 60.008878, 17.700188 | 10025301000005 | Ladda upp en bild av detta fornminne      |
| Lena 102:1                   | Gravfält                         |              | Lena, Uppland       |       | 60.001459, 17.713057 | 10025301020001 | Ladda upp en bild av detta fornminne      |
| Lena 103:1                   | Gravfält                         |              | Lena, Uppland       |       | 60.001000, 17.712746 | 10025301030001 | Ladda upp en bild av detta fornminne      |
| Lena 105:1                   | Hög                              |              | Lena, Uppland       |       | 60.001014, 17.711288 | 10025301050001 | Ladda upp en bild av detta fornminne      |
| Lena 109:1                   | Gravfält                         |              | Lena, Uppland       |       | 59.999104, 17.720722 | 10025301090001 | Ladda upp en till bild av detta fornminne |
| Lena 110:1                   | Gravfält                         |              | Lena, Uppland       |       | 59.996674, 17.715309 | 10025301100001 | Ladda upp en bild av detta fornminne      |
| Lena 113:1                   | Gravfält                         |              | Lena, Uppland       |       | 59.999517, 17.714721 | 10025301130001 | Ladda upp en bild av detta fornminne      |
| Lena 116:1                   | Hög                              |              | Lena, Uppland       |       | 59.990787, 17.715324 | 10025301160001 | Ladda upp en bild av detta fornminne      |
| Lena 116:2                   | Stensättning                     |              | Lena, Uppland       |       | 59.990717, 17.715923 | 10025301160002 | Ladda upp en bild av detta fornminne      |
| Lena 116:3                   | Stensättning                     |              | Lena, Uppland       |       | 59.990564, 17.716787 | 10025301160003 | Ladda upp en bild av detta fornminne      |
| Lena 119:1                   | Grav- och boplatsområde          |              | Lena, Uppland       |       | 59.996409, 17.711055 | 10025301190001 | Ladda upp en bild av detta fornminne      |
| Lena 120:1                   | Gravfält                         |              | Lena, Uppland       |       | 59.996647, 17.713816 | 10025301200001 | Ladda upp en bild av detta fornminne      |
| Lena 124:1                   | Gravfält                         |              | Lena, Uppland       |       | 59.990103, 17.710232 | 10025301240001 | Ladda upp en bild av detta fornminne      |
| Lusbacken (Lena 125:1)       | Gravfält                         |              | Lena, Uppland       |       | 59.981556, 17.705919 | 10025301250001 | Ladda upp en bild av detta fornminne      |
| Lena 130:1                   | Gravfält                         |              | Lena, Uppland       |       | 59.980299, 17.711585 | 10025301300001 | Ladda upp en bild av detta fornminne      |
| Lena 134:1                   | Gravfält                         |              | Lena, Uppland       |       | 59.984103, 17.714052 | 10025301340001 | Ladda upp en bild av detta fornminne      |
| Lena 135:1                   | Gravfält                         |              | Lena, Uppland       |       | 59.983360, 17.712537 | 10025301350001 | Ladda upp en bild av detta fornminne      |
| Lena 137:1                   | Hög                              |              | Lena, Uppland       |       | 59.987108, 17.715555 | 10025301370001 | Ladda upp en bild av detta fornminne      |
| Lena 137:2                   | Stensättning                     |              | Lena, Uppland       |       | 59.987035, 17.715896 | 10025301370002 | Ladda upp en bild av detta fornminne      |
| Lena 137:3                   | Hällristning                     |              | Lena, Uppland       |       | 59.987284, 17.714864 | 10025301370003 | Ladda upp en bild av detta fornminne      |
| Lena 138:1                   | Gravfält                         |              | Lena, Uppland       |       | 59.988542, 17.709640 | 10025301380001 | Ladda upp en till bild av detta fornminne |
| Lena 139:1                   | Hög                              |              | Lena, Uppland       |       | 59.976849, 17.711940 | 10025301390001 | Ladda upp en bild av detta fornminne      |
| Långbergsbacken (Lena 140:1) | Gravfält                         |              | Lena, Uppland       |       | 59.975456, 17.703837 | 10025301400001 | Ladda upp en bild av detta fornminne      |
| Lena 141:1                   | Gravfält                         |              | Lena, Uppland       |       | 59.973334, 17.701063 | 10025301410001 | Ladda upp en bild av detta fornminne      |
| Lena 142:1                   | Hög                              |              | Lena, Uppland       |       | 59.973167, 17.704245 | 10025301420001 | Ladda upp en bild av detta fornminne      |
| Lena 143:1                   | Gravfält                         |              | Lena, Uppland       |       | 59.970502, 17.693320 | 10025301430001 | Ladda upp en bild av detta fornminne      |
| Lena 146:1                   | Gravfält                         |              | Lena, Uppland       |       | 59.996260, 17.718445 | 10025301460001 | Ladda upp en bild av detta fornminne      |
| Lena 147:1                   | Hög                              |              | Lena, Uppland       |       | 60.048656, 17.709494 | 10025301470001 | Ladda upp en bild av detta fornminne      |
| Lena 149:1                   | Stensättning                     |              | Lena, Uppland       |       | 59.994359, 17.728060 | 10025301490001 | Ladda upp en bild av detta fornminne      |
| Lena 151:1                   | Grav- och boplatsområde          |              | Lena, Uppland       |       | 59.985031, 17.733387 | 10025301510001 | Ladda upp en bild av detta fornminne      |
| Lena 152:1                   | Stensättning                     |              | Lena, Uppland       |       | 59.983967, 17.732584 | 10025301520001 | Ladda upp en bild av detta fornminne      |
| Lena 153:1                   | Stensättning                     |              | Lena, Uppland       |       | 59.986504, 17.733788 | 10025301530001 | Ladda upp en bild av detta fornminne      |
| Lena 153:2                   | Hög                              |              | Lena, Uppland       |       | 59.986534, 17.734008 | 10025301530002 | Ladda upp en bild av detta fornminne      |
| Lena 154:1                   | Gravfält                         |              | Lena, Uppland       |       | 59.980313, 17.735912 | 10025301540001 | Ladda upp en bild av detta fornminne      |
| Lena 157:1                   | Gravfält                         |              | Lena, Uppland       |       | 59.971709, 17.710303 | 10025301570001 | Ladda upp en bild av detta fornminne      |
| Lena 157:2                   | Husgrund, förhistorisk/medeltida |              | Lena, Uppland       |       | 59.970903, 17.709420 | 10025301570002 | Ladda upp en bild av detta fornminne      |
| Lena 158:1                   | Gravfält                         |              | Lena, Uppland       |       | 59.972244, 17.717138 | 10025301580001 | Ladda upp en bild av detta fornminne      |
| Lena 161:1                   | Grav markerad av sten/block      |              | Lena, Uppland       |       | 59.975716, 17.716379 | 10025301610001 | Ladda upp en bild av detta fornminne      |
| Lena 161:2                   | Grav markerad av sten/block      |              | Lena, Uppland       |       | 59.975736, 17.716229 | 10025301610002 | Ladda upp en bild av detta fornminne      |
| U 1033 (Lena 162:1)          | Runristning                      |              | Lena, Uppland       |       | 59.971683, 17.716394 | 10025301620001 | Ladda upp en till bild av detta fornminne |
| Lena 164:1                   | Grav- och boplatsområde          |              | Lena, Uppland       |       | 59.965730, 17.714934 | 10025301640001 | Ladda upp en bild av detta fornminne      |
| Lena 168:1                   | Grav- och boplatsområde          |              | Lena, Uppland       |       | 59.967691, 17.708094 | 10025301680001 | Ladda upp en bild av detta fornminne      |
| Lena 169:1                   | Stensättning                     |              | Lena, Uppland       |       | 59.967988, 17.712502 | 10025301690001 | Ladda upp en bild av detta fornminne      |
| Lena 170:1                   | Stensättning                     |              | Lena, Uppland       |       | 59.966721, 17.710091 | 10025301700001 | Ladda upp en bild av detta fornminne      |
| Lena 170:2                   | Stensättning                     |              | Lena, Uppland       |       | 59.966601, 17.710022 | 10025301700002 | Ladda upp en bild av detta fornminne      |
| Lena 171:1                   | Stensättning                     |              | Lena, Uppland       |       | 59.973272, 17.731877 | 10025301710001 | Ladda upp en bild av detta fornminne      |
| Lena 172:1                   | Gravfält                         |              | Lena, Uppland       |       | 59.971915, 17.734116 | 10025301720001 | Ladda upp en bild av detta fornminne      |
| Lena 175:1                   | Stensättning                     |              | Lena, Uppland       |       | 59.967841, 17.710906 | 10025301750001 | Ladda upp en bild av detta fornminne      |
| Lena 175:2                   | Stensättning                     |              | Lena, Uppland       |       | 59.967943, 17.710885 | 10025301750002 | Ladda upp en bild av detta fornminne      |
| Lena 176:1                   | Stensättning                     |              | Lena, Uppland       |       | 59.971822, 17.708600 | 10025301760001 | Ladda upp en bild av detta fornminne      |
| Lena 176:2                   | Stensättning                     |              | Lena, Uppland       |       | 59.971930, 17.708697 | 10025301760002 | Ladda upp en bild av detta fornminne      |
| Lena 176:3                   | Stensättning                     |              | Lena, Uppland       |       | 59.971914, 17.708496 | 10025301760003 | Ladda upp en bild av detta fornminne      |
| Lena 176:4                   | Stensättning                     |              | Lena, Uppland       |       | 59.971731, 17.708195 | 10025301760004 | Ladda upp en bild av detta fornminne      |
| Lena 177:1                   | Gravfält                         |              | Lena, Uppland       |       | 59.974290, 17.717010 | 10025301770001 | Ladda upp en bild av detta fornminne      |
| Lena 179:1                   | Grav- och boplatsområde          |              | Lena, Uppland       |       | 59.965546, 17.754606 | 10025301790001 | Ladda upp en bild av detta fornminne      |
| Lena 180:1                   | Gravfält                         |              | Lena, Uppland       |       | 59.965681, 17.751846 | 10025301800001 | Ladda upp en bild av detta fornminne      |
| Lena 181:1                   | Gravfält                         |              | Lena, Uppland       |       | 59.965119, 17.749136 | 10025301810001 | Ladda upp en bild av detta fornminne      |
| Lena 194:1                   | Hällristning                     |              | Lena, Uppland       |       | 60.015220, 17.736834 | 10025301940001 | Ladda upp en bild av detta fornminne      |
| U 1031 (Lena 201:1)          | Runristning                      |              | Lena, Uppland       |       | 60.014439, 17.687625 | 10025302010001 | Ladda upp en till bild av detta fornminne |
| Lena 204:1                   | Gravfält                         |              | Lena, Uppland       |       | 60.012316, 17.675380 | 10025302040001 | Ladda upp en bild av detta fornminne      |
| Lena 208:1                   | Stensättning                     |              | Lena, Uppland       |       | 60.009893, 17.674605 | 10025302080001 | Ladda upp en bild av detta fornminne      |
| Lena 208:2                   | Stensättning                     |              | Lena, Uppland       |       | 60.009804, 17.674477 | 10025302080002 | Ladda upp en bild av detta fornminne      |
| Lena 210:1                   | Stensättning                     |              | Lena, Uppland       |       | 60.009665, 17.679312 | 10025302100001 | Ladda upp en bild av detta fornminne      |
| Lena 210:2                   | Röse                             |              | Lena, Uppland       |       | 60.009654, 17.680100 | 10025302100002 | Ladda upp en bild av detta fornminne      |
| Lena 210:3                   | Stensättning                     |              | Lena, Uppland       |       | 60.010068, 17.680220 | 10025302100003 | Ladda upp en bild av detta fornminne      |
| Lena 211:1                   | Gravfält                         |              | Lena, Uppland       |       | 60.009260, 17.682186 | 10025302110001 | Ladda upp en bild av detta fornminne      |
| Lena 240:1                   | Stensättning                     |              | Lena, Uppland       |       | 60.009648, 17.719249 | 10025302400001 | Ladda upp en bild av detta fornminne      |
| Lena 240:2                   | Stensättning                     |              | Lena, Uppland       |       | 60.009505, 17.719206 | 10025302400002 | Ladda upp en bild av detta fornminne      |
| Lena 251:1                   | Gravfält                         |              | Lena, Uppland       |       | 60.003212, 17.713160 | 10025302510001 | Ladda upp en bild av detta fornminne      |
| Lena 271:1                   | Stensättning                     |              | Lena, Uppland       |       | 60.059258, 17.755318 | 10025302710001 | Ladda upp en bild av detta fornminne      |
| Lena 271:2                   | Stensättning                     |              | Lena, Uppland       |       | 60.059157, 17.755557 | 10025302710002 | Ladda upp en bild av detta fornminne      |
| Skarten (Lena 289:1)         | Lägenhetsbebyggelse              |              | Lena, Uppland       |       | 60.026960, 17.753424 | 10025302890001 | Ladda upp en bild av detta fornminne      |
| Lena 315:1                   | Stensättning                     |              | Lena, Uppland       |       | 59.972560, 17.704194 | 10025303150001 | Ladda upp en bild av detta fornminne      |
| Horsberget (Lena 316:1)      | Hög                              |              | Lena, Uppland       |       | 59.973016, 17.703266 | 10025303160001 | Ladda upp en bild av detta fornminne      |
| Horsberget (Lena 316:2)      | Stensättning                     |              | Lena, Uppland       |       | 59.972873, 17.702692 | 10025303160002 | Ladda upp en bild av detta fornminne      |
| Lena 317:1                   | Hällristning                     |              | Lena, Uppland       |       | 59.972429, 17.703443 | 10025303170001 | Ladda upp en bild av detta fornminne      |
| Lena 318:1                   | Röse                             |              | Lena, Uppland       |       | 60.020527, 17.792403 | 10025303180001 | Ladda upp en bild av detta fornminne      |
| Lena 318:2                   | Röse                             |              | Lena, Uppland       |       | 60.020379, 17.792051 | 10025303180002 | Ladda upp en bild av detta fornminne      |
| Lena 318:3                   | Röse                             |              | Lena, Uppland       |       | 60.020505, 17.792046 | 10025303180003 | Ladda upp en bild av detta fornminne      |
| Lena 326:1                   | Hög                              |              | Lena, Uppland       |       | 59.967230, 17.715431 | 10025303260001 | Ladda upp en bild av detta fornminne      |
| Lena 354                     | Lägenhetsbebyggelse              |              | Lena, Uppland       |       | 59.994437, 17.711548 | 12000000109575 | Ladda upp en bild av detta fornminne      |
| Lena 355                     | Lägenhetsbebyggelse              |              | Lena, Uppland       |       | 59.979076, 17.706467 | 12000000109576 | Ladda upp en bild av detta fornminne      |
| Lena 408                     | Husgrund, förhistorisk/medeltida |              | Lena, Uppland       |       | 60.053473, 17.780394 | 12000000109719 | Ladda upp en bild av detta fornminne      |
| Lena 415                     | Stensättning                     |              | Lena, Uppland       |       | 60.063361, 17.746307 | 12000000109768 | Ladda upp en bild av detta fornminne      |
| Lena 445                     | Lägenhetsbebyggelse              |              | Lena, Uppland       |       | 60.058862, 17.793030 | 12000000109856 | Ladda upp en bild av detta fornminne      |
| Lena 552                     | Lägenhetsbebyggelse              |              | Lena, Uppland       |       | 60.017595, 17.721013 | 12000000111808 | Ladda upp en bild av detta fornminne      |
| Grodan (Lena 565)            | Lägenhetsbebyggelse              |              | Lena, Uppland       |       | 60.038177, 17.722362 | 12000000111822 | Ladda upp en bild av detta fornminne      |
| Lena 569                     | Stensättning                     |              | Lena, Uppland       |       | 60.007964, 17.728705 | 12000000111829 | Ladda upp en bild av detta fornminne      |
| Grodan (Lena 647)            | Lägenhetsbebyggelse              |              | Lena, Uppland       |       | 60.038177, 17.722362 | 12000000111912 | Ladda upp en bild av detta fornminne      |
| Lena 718                     | Gravfält                         |              | Lena, Uppland       |       | 60.018457, 17.762832 | 12000000112086 | Ladda upp en bild av detta fornminne      |
| Lena 720                     | Stensättning                     |              | Lena, Uppland       |       | 60.022971, 17.751036 | 12000000112090 | Ladda upp en bild av detta fornminne      |